# Freesat
Freesat (stylizovaně psáno jako freeSAT) je obchodní značka lucemburské společnosti UPC DTH provozující televizní satelitní vysílání pro Českou a Slovenskou republiku.
Freesat je v Česku nejnovější značkou satelitní placené televize, přestože v České republice funguje nejdéle. Provozována byla společností UPC, která se v roce 2010 rozhodla od sebe oddělit služby kabelové a satelitní televize. Provozovatelem kabelové televize nadále zůstala společnost UPC Česká republika, ale pro potřeby té satelitní byla založena nová společnost UPC DTH.
Satelitní službu Freesat zakoupila společnost M7 Group, která v Česku a na Slovensku poskytuje také satelitní televizi Skylink. Kabelové služby odkoupila společnost Vodafone
UPC Direct se změnil na Freesat od počátku září 2011.
Na konci roku 2018 měl Freesat 90 000 zákazníků.

## Satelity
Satelitní televize Freesat umožňuje svým zákazníkům přijímat stovky televizních programů. Dekódovací karta služby Freesat slouží ke zpřístupnění kódovaných programů ze satelitů Thor 5 a 6 (0,8° W) na území ČR a SR.
Tyto dva satelity byly spuštěné v letech 2008 a 2009. Pokrývají téměř všechny evropské země a poskytují digitální signál do každé domácnosti. Umožňují přístup k výběru volně dostupných programů FTA (Free to air), které jsou vysílané těmito satelity.
Kódované programy jsou seskupeny do programových balíčků. Na každé kartě  jsou základní české a slovenské televizní programy a rozhlasové stanice.
Zákazníci si mohou vybrat službu se smlouvou s vázaností na 24 měsíců. Výhodou je získání veškerého vybavení pro příjem a garance ceny.

## Programové balíčky
- Medium HD (106 programů)
- Plus HD (124 programů)

Kompletní nabídka Freesat obsahuje 124 programů všech žánrů, z toho 32 v HD kvalitě. Programy jsou seskupeny do jednoho základního balíku Medium, a tří nadstavbových balíčků

## Prémiové balíčky
- HBO MaxPak (5 programů, 3 v HD)
- Filmbox pack (5 programů, 3 v HD)
- Erotika (3 programy, 3 v HD)

## Vybavení pro příjem
Zákazníci si mohou vybrat mezi originální přijímačem, Kaon, nebo CA modulem. Zařízení zákazníkovi zůstává i po skončení smlouvy.
Caon box je vybaven funkcí FASTSCAN, která umožňuje automatické ladění a seřazení programové nabídky.

### FreeSAT samostatná Medium HD karta
Varianta je pro uživatele s vlastním funkčním satelitním přijímačem a parabolou.
Karta se nekupuje, je zdarma, neplatí se žádné servisní ani jiné skryté servisní poplatky, a karta  zůstává po celou dobu služby stejná - není potřeba jí měnit

### FreeSAT Medium HD satelitní komplet
Varianta je pro ty, kteří přijímají pozemní vysílání ve standardu DVB-T a nechtějí řešit přechod na DVB-T2
Satelitní komplet obsahuje satelitní HD přijímač, kartu, parabolu  a kompletní kabeláž - zprovoznění je zajišťováno montážními techniky po celé ČR.

## Více karet
Pro příjem satelitní televize pro více přijímačů v rámci jedné domácnosti si zákazníci mohou pořídit další dekódovací karty za í měsíční poplatek, na kterých je zkopírována kompletní programová nabídka hlavní karty. 

## Zákaznická zóna
Zákaznická zóna mojefreesat poskytuje zákazníkům přehled všech aktivovaných služeb a jejich administraci. Zároveň je zde možné online objednávat nebo nakupovat další služby a produkty. Do zákaznické zóny se lze přihlásit pomocí e-mailové adresy a hesla.

## Dekódování kanálů
Satelitní platforma Freesat své programy kóduje. Používá kódovací systém Irdeto.